# Karakorum

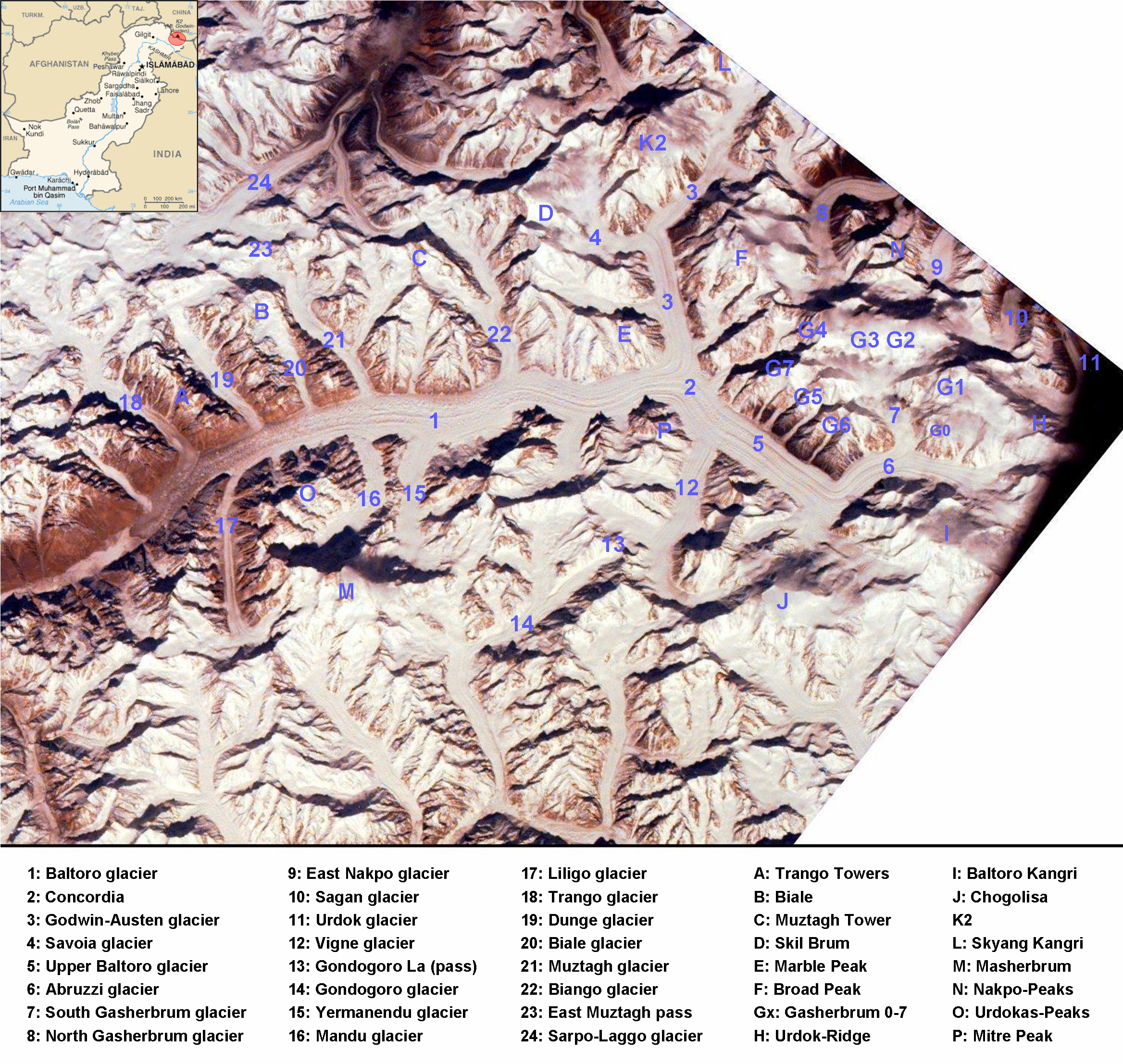
Mapa części Karakorum

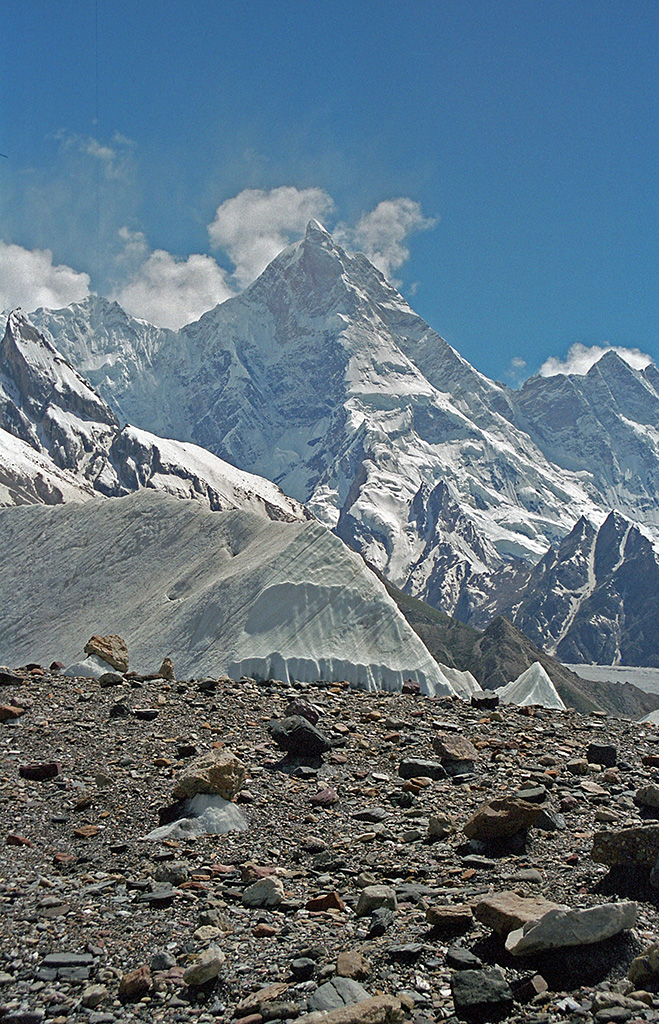
Maszerbrum

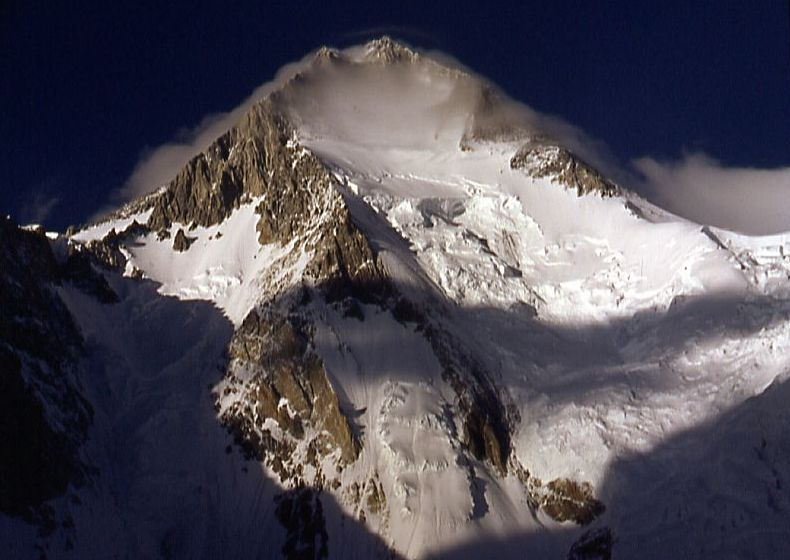
Gaszerbrum I

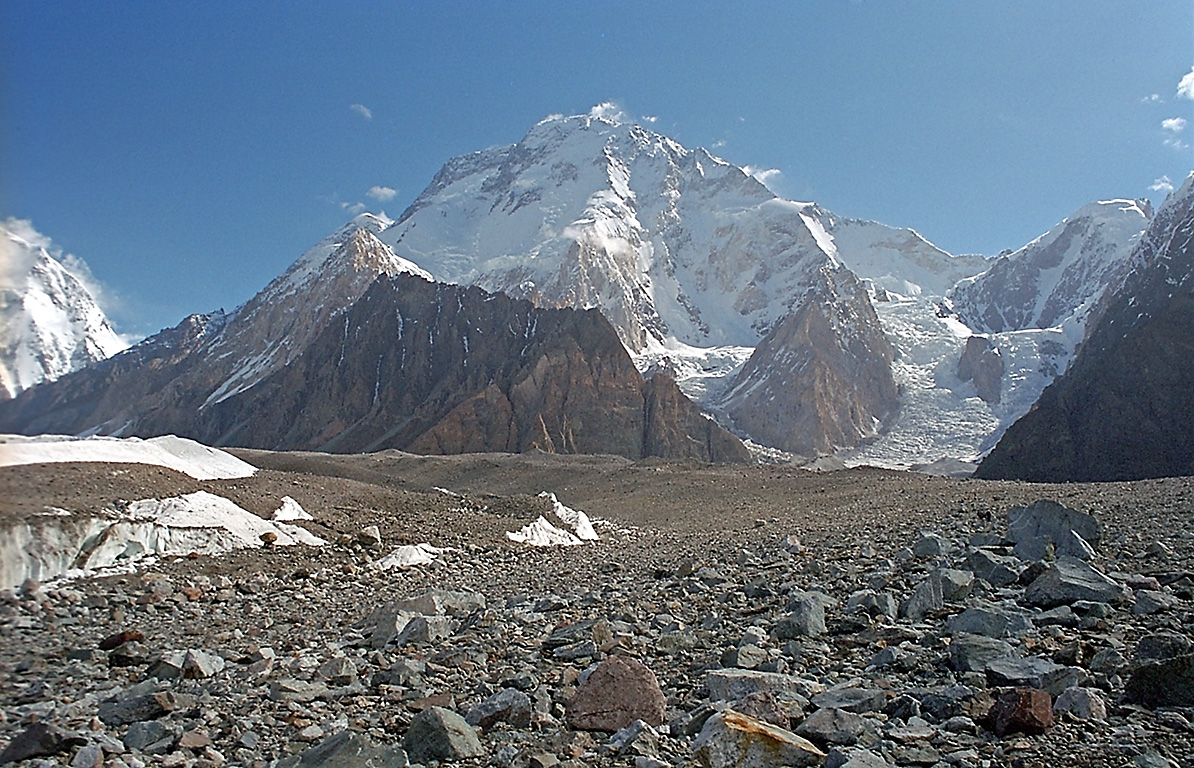
Broad Peak

Karakorum – łańcuch górski na pograniczu Indii, Pakistanu i Chin, drugi pod względem wysokości na Ziemi. Powstał w orogenezie alpejskiej. Obszar gór należy do najbardziej zlodowaconych na kuli ziemskiej. W górach tych znajdują się największe lodowce górskie świata poza rejonami polarnymi i po lodowcu Fedczenki w Pamirze (długość 77 km). Najdłuższy lodowiec, Siachen, ma 71 km długości. Góry Karakorum znajdują się w ważnym obszarze węzłowym łączącym wielkie łańcuchy górskie jak: Himalaje, Hindukusz, Kunlun, Pamir. Najwyższy szczyt, K2, jest drugim co do wysokości szczytem na świecie i nosił różne nazwy: Czogori, Godwin Austen, Dapsang, Lamba Pahar, Szczyt Cesarzewicza Mikołaja. Nazwa K2 pochodzi od numeracji szczytów podczas pomiarów geodezyjnych. K1, K2, K3, ... K12. Szczyt K1 to obecnie Maszerbrum (7821 m), pozostałe góry "K" znajdują się po kolei na wschód do niego. Autorem tej numeracji był brytyjski badacz Thomas George Montgomerie.

## Ważniejsze szczyty
- K2 (8611 m n.p.m.) – pierwsze wejście – wyprawa włoska 31 lipca 1954: Achille Compagnoni, Lino Lacedelli;
- Gaszerbrum I (8068 m) – pierwsze wejście – wyprawa amerykańska 5 lipca 1958: Andrew Kauffman, Peter Schoening;
- Broad Peak (8047 m) – pierwsze wejście – wyprawa austriacka 9 czerwca 1957: Hermann Buhl, Kurt Diemberger, Marcus Schmuck, Fritz Wintersteller;
- Gaszerbrum II (8035 m) – pierwsze wejście – wyprawa austriacka 7 lipca 1956: Joseph Larch, Fritz Moravec, Hans Willenpart;
- Broad Peak Middle (8013 m) – pierwsze wejście, wyprawa polska 28 lipca 1975: Kazimierz Głazek, Marek Kęsicki, Janusz Kuliś, Bohdan Nowaczyk, Andrzej Sikorski;
- Gaszerbrum III (7952 m) – pierwsze wejście –  wyprawa polska 11 sierpnia 1975: Alison Chadwick-Onyszkiewicz, Wanda Rutkiewicz, Janusz Onyszkiewicz, Krzysztof Zdzitowiecki;
- Gaszerbrum IV (7925 m) – pierwsze wejście – wyprawa włoska 6 sierpnia 1958: Walter Bonatti, Carlo Mauri;
- Distaghil Sar (7885 m) – pierwsze wejście – wyprawa austriacka 9 czerwca 1960: Günther Stärker i Diether Marchart;
- Kunyang Chhish (7852 m) – pierwsze wejście – wyprawa polska 26 sierpnia 1971: Zygmunt Andrzej Heinrich, Jan Stryczyński, Ryszard Szafirski, Andrzej Zawada;
- Maszerbrum (7821 m) – pierwsze wejście – wyprawa amerykańsko-pakistańska 1960: George Bell i Willi Unsoeld;
- Batura Sar (7795 m) – pierwsze wejście – wyprawa austriacka 30 czerwca 1976: Hubert Bleicher i Herbert Oberhofer;
- Rakaposhi (7788 m) – pierwsze wejście – wyprawa brytyjsko-pakistańska 1958: Mike Banks i Tom Patey;
- Kanjut Sar (7761 m) – pierwsze wejście – wyprawa włoska 19 lipca 1959: Guido Monzino;
- Saltoro Kangri (7742 m) – pierwsze wejście – wyprawa japońsko-pakistańska 24 lipca 1962: A. Saito, Y. Takamura i R.A. Bashir;
- Saser Kangri (7672 m) pierwsze wejście – wyprawa japońsko-hinduska 1973: Dawa Norbu, Da Tenzing, Nima Tenzing, Thondup;
- Chogolisa (7665 m) – pierwsze wejście – wyprawa austriacka 2 sierpnia 1957: Fred Pressl i Gustav Ammerer;
- Momostong Kangri I (7516 m) – pierwsze wejście – japońsko-hinduska 13 września 1984: N. Yamada, K. Yoshida, R. Sharma, P. Das, i H. Chauhan;
- Teram Kangri (7462 m) – pierwsze wejście – wyprawa japońska 10 sierpnia 1975: K. Kodaka i Y. Kobayashi;
- Haramosh (7397 m) – pierwsze wejście – wyprawa austriacka 4 sierpnia 1958: Heinrich Roiss, Stefan Pauer i Franz Mandl;
- Muztagh (7273 m) – pierwsze wejście – wyprawa brytyjska 6 lipca 1956: John Hartog, Joe Brown, Tom Patey i Ian McNaught-Davis.

## Pierwsza klasyfikacja szczytów
- K1 – dziś Maszerbrum
- K2 – dziś K2
- K3 – dziś Broad Peak
- K4 – dziś Gaszerbrum II
- K5 – dziś Gaszerbrum I
- K6 – dziś Baltistan Peak

## Podział
Karakorum dzieli się na Wielkie Pasmo Karakorum i Mniejsze Pasmo Karakorum. W Wielkim Pasmie Karakorum geografowie wydzielili 7 grup zwanych Mustagh (Muztagh). Są to następujące grupy (od zachodu):
- Batura Muztagh – najwyższy szczyt: Batura I – 7785 m n.p.m.
- Hispar Muztagh – najwyższy szczyt: Distaghil Sar – 7885 m n.p.m.
- Panmah Muztagh – najwyższy szczyt: Baintha Brakk – 7285 m n.p.m.
- Baltoro Muztagh – najwyższy szczyt: K2 – 8611 m n.p.m.
- Siachen Muztagh – najwyższy szczyt: Teram Kangri – 7463 m n.p.m.
- Rimo Muztagh – najwyższy szczyt: Momostong Kangri I – 7525 m n.p.m.
- Saser Muztagh – najwyższy szczyt: Saser Kangri I – 7672 m n.p.m.

Mniejsze Pasmo Karakorum dzieli się na 4 pasma zwane Range. Od zachodu licząc, są to:
- Rakaposhi Range – najwyższy szczyt: Rakaposhi – 7788 m n.p.m.
- Haramosh Range – najwyższy szczyt: Haramosh – 7397 m n.p.m.
- Masherbrum Range – najwyższy szczyt: Masherbrum – 7821 m n.p.m.
- Saltoro Range – najwyższy szczyt: Saltoro Kangri – 7742 m n.p.m.